# Munții Gurghiu

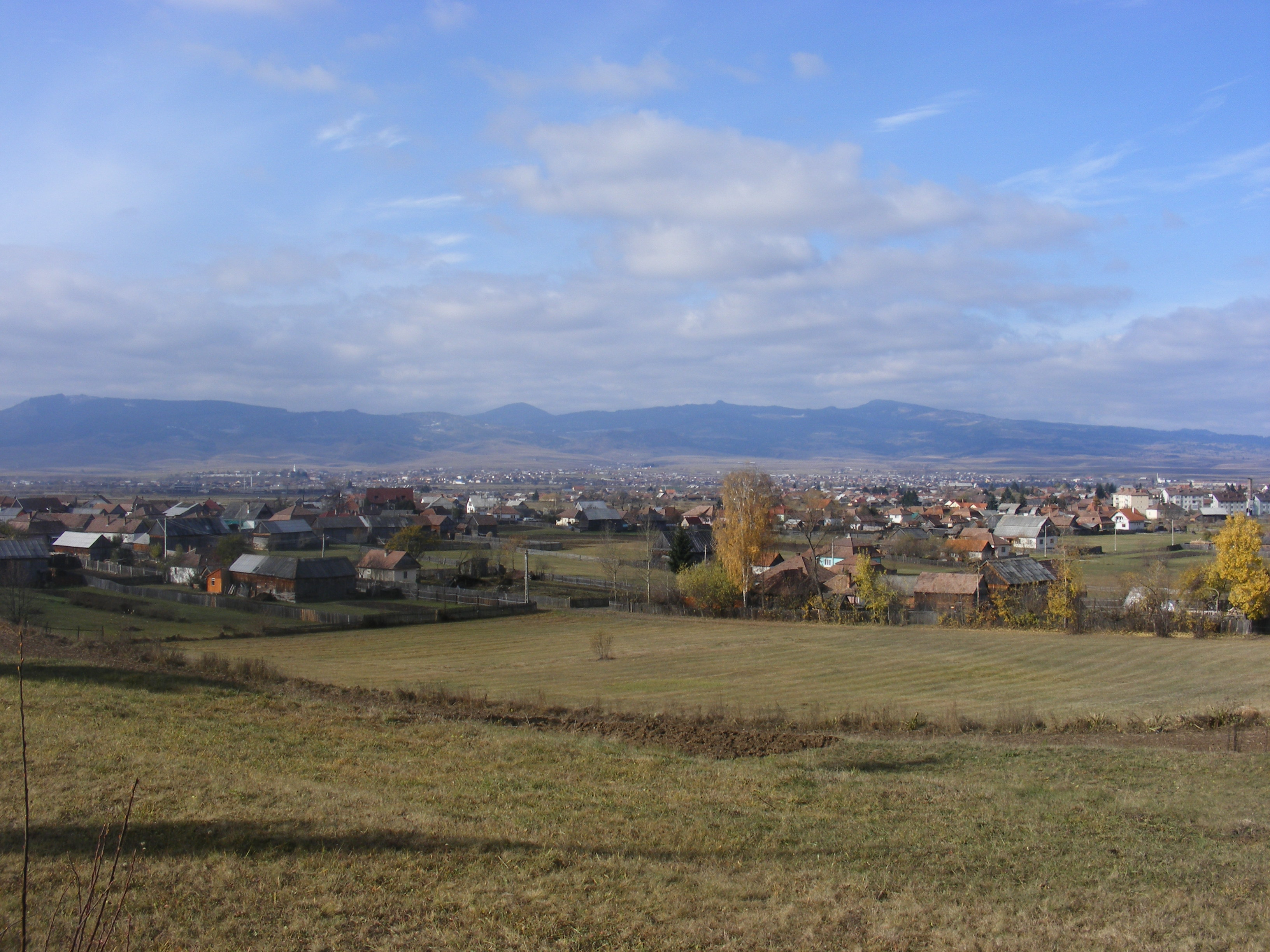
Munții Gurghiului la Ditrău și Remetea.

Munții Gurghiu  sunt o grupă muntoasă a Carpaților Moldo-Transilvani, aparținând de lanțul muntos al Carpaților Orientali. Cel mai înalt pisc este Vârful Saca Mare (1777), aflându-se în mijlocul Rezevației Saca. Al doilea vârf ca înălțime este Vârful Amza (1695 m), Fâncelu (1684 m), Bătrâna (1634 m), Saca Mica (1731 m), Saca Mare (1777 m), Frățileasa (1628 m), Găinușa (1680 m), Șoimuș (1575 m), Tătarca (1689 m), Becheci (1080 m).
Munții Gurghiu sunt cuprinși între valea Mureșului și râul Târnava Mare. situat intre E 578 si DN 138.Creasta are o orientare generală NV-SE.
Au o suprafata de 58.176 de hectare